# Lajkonik

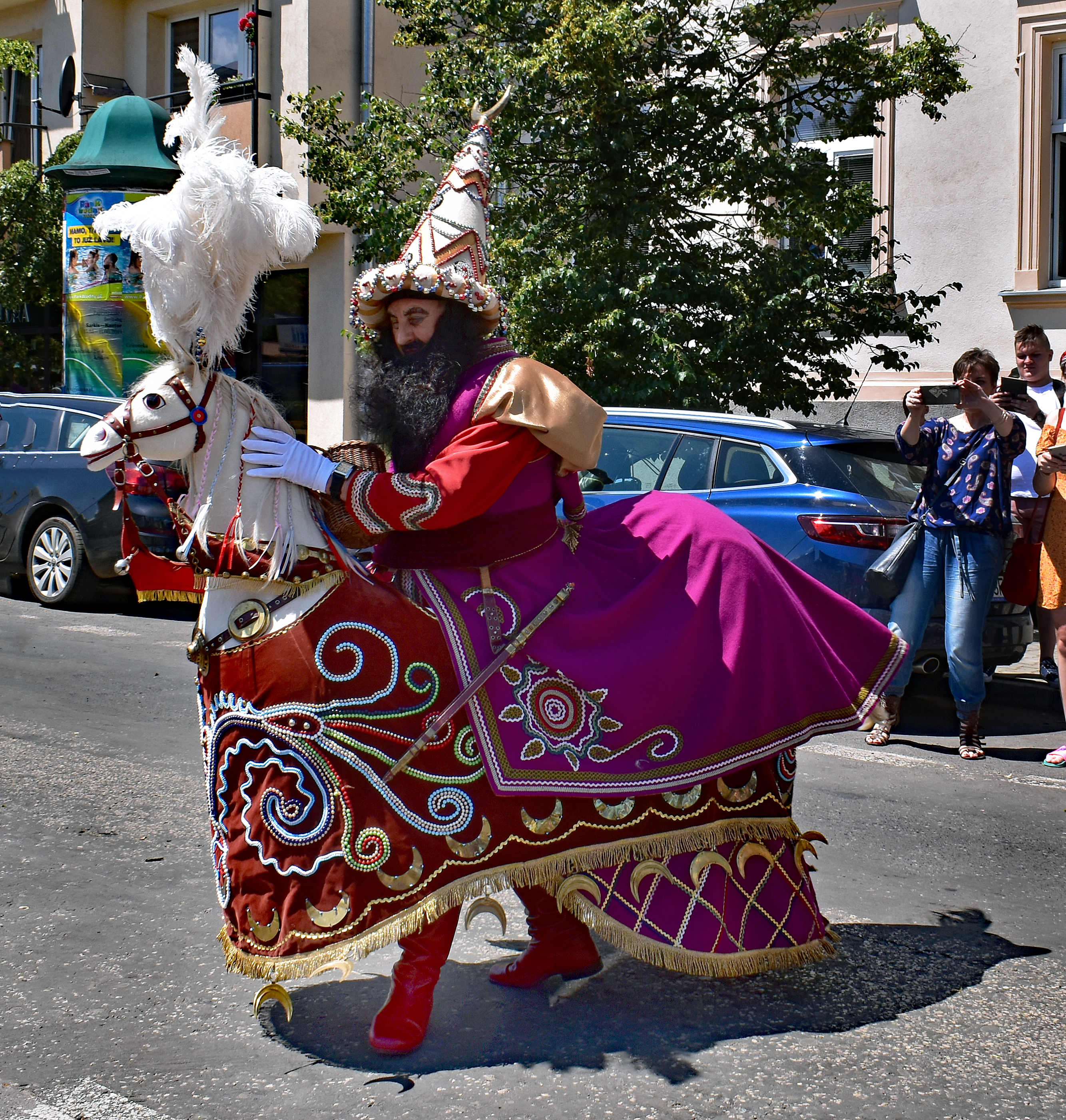
Lajkonik

Der Lajkonik bildet – neben der Krakauer Weihnachtskrippe und dem Wawel-Drachen – einen wichtigen Bestandteil der lokalen Krakauer Folklore.

## Ursprung
Die Stadt Krakau wurde in den Jahren 1241 und 1257 von den Mongolen belagert. Mit diesen Ereignissen sind zwei Krakauer Traditionen verbunden: Der Hejnał, das abrupt unterbrochene Trompetensignal, das vom Nordturm der Krakauer Marienkirche gespielt wird, und der Lajkonik, ein mit einem Streitkolben bewaffneter und als Tatarenreiter verkleideter Gaukler.

## Lajkonik

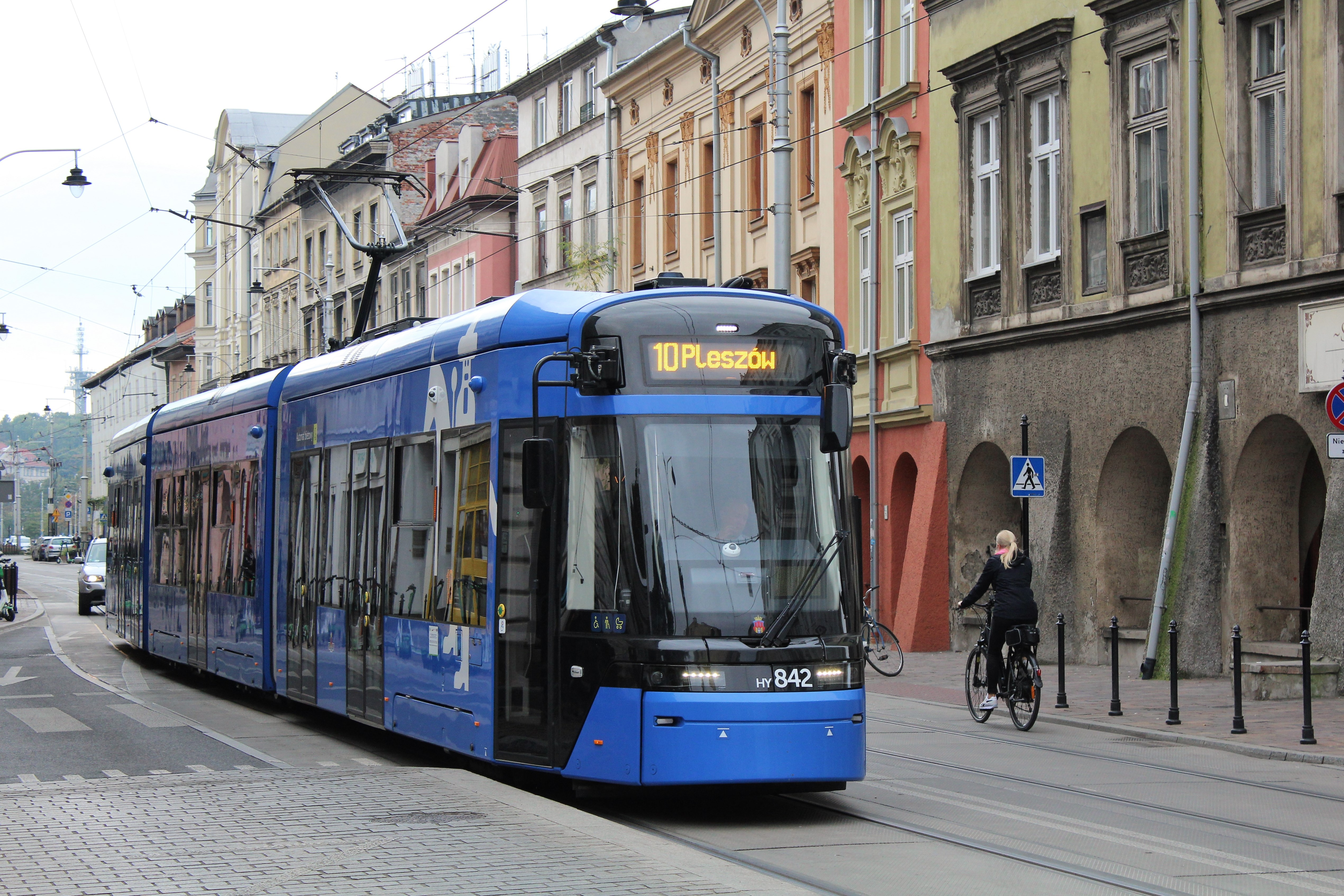
In Krakau wurden 110 Straßenbahnwagen nach dem Lajkonik benannt

Das Krakauer Lajkonikfest wird jährlich am 8. Tag nach dem Fronleichnamsfest gefeiert.
Die Gestalt des Lajkonik, eines Tatarenreiters, der mit einem Streitkolben in der Hand eine Pferdefigur trägt und vom Norbertanerkloster bis zum Marktplatz herumtanzt, ist im 17. oder 18. Jahrhundert entstanden. Die Äbtissin des Klosters, die das Fest vom Fenster aus beobachtete, zahlte als Erste ein Lösegeld. Der Lajkonik wurde von Volksmusikanten begleitet. Seit mehr als hundert Jahren trägt der Lajkonik ein von Stanisław Wyspiański entworfenes Kostüm.
Die Lajkonik-Tradition ist mit dem rumänischen Ritualtanz Călușari verwandt, der mit Pferden in Verbindung steht.